# Cho Byung-kuk
Cho Byung-kuk (1 de julho de 1981) é um futebolista profissional sul-coreano que atua como defensor.

## Carreira
Cho Byung-kuk representou a Seleção Sul-Coreana de Futebol nas Olimpíadas de 2004.